# 第179裝甲旅 (以色列)
第179裝甲旅（希伯來語：‎）是以色列国防军的後備裝甲部隊，隸屬於南方司令部。部隊於1948年由帕拉瑪赫組建而成。此後，該旅持續參與以軍軍事行動，如六日戰爭、贖罪日戰爭及以色列入侵加薩走廊。